# 愛知工業大学名電中学校・高等学校
愛知工業大学名電中学校・高等学校（あいちこうぎょうだいがくめいでんちゅうがっこう・こうとうがっこう）は、愛知県名古屋市千種区若水に所在し、中高一貫教育を提供する私立中学校・高等学校。

## 概要
一般的には「愛工大名電」または「名電」と略されている。校訓は「誠実・勤勉」。全コース男女共学。「名電」の名は前身の名古屋電気学講習所（現在の高校情報科学科、科学技術科）にちなむ。
2018年度（平成30年度）より「愛知工業大学附属中学校」を「愛知工業大学名電中学校」に改称した。

## 歴史
- 1912年（明治45年）7月 - 愛知県名古屋市中区矢場町に名古屋電気学講習所を創立。
- 1913年（大正2年）4月 - 私立名古屋電気学校に改称。
- 1916年（大正5年）4月 - 名古屋電気学校に改称。
- 1945年（昭和20年） - 3月12日の名古屋大空襲の際、若水校舎にも焼夷弾が投下されたが、教員・生徒が共に努力し焼失を免れさせた[1]。
- 1947年（昭和22年） - 名古屋電気中学校の認可が下りる。4月に名古屋電気中学校開校。
- 1948年（昭和23年）10月 - 名古屋電気中学校を名電中学校と改称。
- 1949年（昭和24年）4月 - 名古屋電気高等学校開校（愛知県名古屋市千種区若水）。
- 1951年（昭和26年） - 学校法人後藤学園から学校法人名古屋電気学園へ改称。
- 1954年（昭和29年） - 名古屋電気短期大学（後に愛知工業大学短期大学部。1978年廃止）設置。
- 1959年（昭和34年） - 名古屋電気大学（現在の愛知工業大学）設置。4月に名電中学校を名古屋電気大学附属中学校と改称。
- 1960年（昭和35年） - 名古屋電気工業高等学校に改称。4月に名古屋電気大学附属中学校を愛知工業大学附属中学校と改称。
- 1962年（昭和37年） - 普通科を設置。
- 1966年（昭和41年）10月 - 愛知工業大学を西加茂郡猿投町（現・豊田市八草町）に移転開始（1974年3月移転完了）。
- 1969年（昭和44年） - 普通科へ女子生徒を受け入れるが、男子校を継続することになり、男女別学へ。
- 1976年（昭和51年）4月 - 名古屋電気高等学校に改称。
- 1983年（昭和58年）4月 - 愛知工業大学名電高等学校に改称。
- 1992年（平成4年）9月 - 普通科が男女共学へ移行。
- 2001年（平成13年）4月 - 愛知工業大学名電高等学校の校舎新築。
- 2002年（平成14年） - IT教育に特化した教育環境を配備。4月に愛知工業大学附属中学校の男女共学開始。
- 2009年（平成21年）4月 - 愛知工業大学附属中学校の校舎新築。
- 2012年（平成24年） - 100周年記念館（淳和記念館）完成。
- 2013年（平成25年）4月 - 愛知工業大学附属中学校・愛知工業大学名電高等学校共に制服を一新。
- 2018年（平成30年）4月 - 愛知工業大学附属中学校を愛知工業大学名電中学校と改称。

## 部活動

### 中学校部活動一覧

#### 運動部
- 軟式野球部[2]
- 第2卓球部[2]
- サッカー部[2]
- テニス部[2]
- バスケット部[2]
- 陸上部[2]
- バドミントン部[2]

#### 文化部
- メカニカルアーツ部[2]
- 美術部[2]
- 写真部[2]
- メディア部[2]
- 家庭科研究部[2]

### 高等学校部活動一覧

#### 運動部
- アーチェリー部
- ウエイトリフティング部（中学校と合同[2]）
- 剣道部（中学校と合同[2]）
- ゴルフ部（中学校と合同[2]）
- サッカー部
  - 第98回全国高校サッカー出場。
- 水泳部
- スキー部（中学校と合同[2]）
- 相撲部（中学校と合同[2]）
- ソフトテニス部
- 卓球部（中学校と合同（第二卓球部では無い）） - 数多くの優勝実績を誇る全国屈指の卓球強豪校。
  - 全国高等学校選抜卓球大会第42回（2015年）〜第46回（2018年）男子団体優勝。
  - 全国高等学校総合体育大会卓球競技大会（インターハイ）第85回（2016年）〜第86回（2017年）男子団体•シングルス•ダブルス全種目優勝、第87回、第88回男子団体•ダブルス優勝。
  - 全日本卓球選手権大会ジュニア男子シングルス優勝〜ベスト8まで表彰台独占。
- ダンス部
  - 第16回日本高校ダンス部選手権 （2023年）夏の公式全国大会 スモールクラス優勝
- チアリーディング部（中学校と合同[2]）
- テニス部
- 軟式野球部
- バスケットボール部
  - 第20回（1989年）・第23回（1992年）全国高等学校バスケットボール選抜優勝大会優勝。
- バドミントン部
- バレーボール部
  - 全国高等学校バレーボール選抜優勝大会7回出場(1985年)ベスト8。
  - 全国高等学校総合体育大会バレーボール競技大会21回出場(1986年.2017年)ベスト4。
  - 第67回（2015年）全日本バレーボール高等学校選手権大会ベスト4。
- フェンシング部（中学校と合同[2]）
- ボウリング部
- 野球部
  - 1955年創部[3]。
  - 第33回明治神宮野球大会（2003年）優勝、第34回（2004年）準優勝、第42回（2011年）準優勝。
  - 2004年春（第76回）準優勝、2005年春（第77回）優勝。
- 陸上競技部
  - 第34回全国高等学校駅伝競走大会（1983年）5位
  - 第35回全国高等学校駅伝競走大会（1984年）3位
  - 第36回全国高等学校駅伝競走大会（1985年）6位

#### 文化部
- 美術部
- 英語研究部
- 科学部（中学校と合同[4]）
- 家庭科研究部
- 競技かるた部
- 情報システム部
- 写真部
- 将棋部
  - 全国高等学校将棋選手権大会(2019年)団体戦準優勝
- 情報デザイン部
- 吹奏楽部（中学校と合同[2]） - 全日本吹奏楽コンクール最多出場校(45回)。
  - 第21回（1973年）
  - 第25回（1977年）
  - 第30回（1982年）
  - 第32回～第35回（1984年～1987年）
  - 第41回（1993年）
  - 第43回～第45回（1995年～1997年）
  - 第47回（1999年）
  - 第50回（2002年）
  - 第51回（2003年）
  - 第59回（2011年）
  - 第62回（2014年）
  - 第70回 (2022年) - 全日本吹奏楽コンクール金賞受賞(17回)。
- 中国語研究部
- メカニカルアーツ部
- メディアコミュニケーション部
- エレクトロニクス研究会
- 文芸同好会

### 実績

#### 卓球部
名古屋電気学園の初代理事長の後藤鉀二は「ピンポン外交」で知られ、卓球部の生徒を自宅に泊まらせて合宿を行い強豪校に育てた。

#### 野球部
野球部は1955年（昭和30年）に創部された。
甲子園全国大会【優勝：春1回、準優勝：春1回】。
明治神宮野球大会【優勝：1回、準優勝：2回】。
甲子園出場回数【春：9回、夏：15回、春夏通算：24回】。
野球部が利用する愛工大名電グラウンド（愛知県春日井市熊野町）は「後藤淳記念球場」と名づけられており合宿所や室内練習場が併設されている。野球部に所属する生徒は入学から3年の夏まで合宿所で生活する。野球部の合宿所も卓球部の合宿がルーツになっている。
同じ愛知県内の強豪校である中京大中京高校、東邦高校、享栄高校と並び「愛知私学4強」とされている。
選抜高等学校野球大会（春の甲子園）では2004年(平成16年)の第76回選抜高等学校野球大会で準優勝、2005年（平成17年）の第77回選抜高等学校野球大会で優勝した。
全国高等学校野球選手権大会（夏の甲子園）での最高成績は1981年（昭和56年）の第63回全国高等学校野球選手権大会でのベスト4（当時の高校名は名古屋電気）となっている。

#### フェンシング部
男子はインターハイ団体で全国最多の11回、選抜大会では学校対抗で3回優勝している名門。

#### バレーボール部
愛知を代表する名門校で1982年に全国大会に初出場し、1986年のインターハイでは3位となる。
2000年代に入ると星城高校の台頭により2005年のインターハイ出場を最後にしばらく全国大会から遠ざかってしまうが2011年から現在の北川祐介監督が就任し、2013年のインターハイに出場。その翌年の春高予選決勝では前年度6冠を達成した星城高校相手にストレート勝利を果たし、本戦でも3位という大躍進をして名門を復活をさせた。
また2013～2019年までインターハイ7年連続出場を果たし、その中でも2016年はベスト16、2017年は3位、2018年と2019年はベスト8と好成績を残している。
2022年の国体では北川監督率いる選抜チーム(名電、星城、大同)で準優勝を果たした。

#### 野球部
監督はイチローが在校時代にコーチだった、倉野光生が務めている。
その他に教諭が2名、非常勤講師1名が指導に当たっている。

#### バレーボール部
監督は、元Ｖリーガーの北川祐介が務めている。
専属コーチとして、古賀幸一郎と亀田吉彦を、トレーナーとして丸山浩司を招聘している。
以前は、コーチに職員や教諭がいたが2023年11月に行われた愛知県予選時にはコーチ不在であった。

#### 卓球部
監督は、卒業生の今枝一郎が務める。

#### フェンシング部
顧問の教諭が愛知県フェンシング連盟の副理事長と常任理事である。連盟事務局も学校内に設置されている。

## 著名な卒業生

### 野球
- 中村豪（1978年から1997年まで当校野球部監督）
- 外山博
- 倉野光生（同校硬式野球部監督）
- 鈴木伸良
- 鴻野淳基（元西武ライオンズ・読売ジャイアンツ・横浜ベイスターズ）
- 工藤公康（元福岡ソフトバンクホークス一1軍監督）
- 山本幸二
- 中村稔（元NPBプロ野球審判員）
- 高橋雅裕（解説者）
- 安達俊也（元近鉄バファローズ）
- 山﨑武司（元中日ドラゴンズ・東北楽天ゴールデンイーグルスなど）
- 松久保新吾
- 伊藤栄祐
- 深谷篤（NPBプロ野球審判員）
- イチロー（鈴木一朗）（元オリックス・ブルーウェーブ・シアトル・マリナーズ・ニューヨーク・ヤンキース・マイアミ・マーリンズ）
- 三輪敬司
- 石堂克利（元東京ヤクルトスワローズ）
- 鈴木亮
- 堂上剛裕（堂上直倫の兄、元中日ドラゴンズ・読売ジャイアンツ、現 中日ドラゴンズ球団職員）
- 堂上直倫（堂上剛裕の弟、元中日ドラゴンズ、現 中日ドラゴンズ一軍内野守備走塁コーチ）
- 丸山貴史（元東京ヤクルトスワローズ・西濃運輸）
- 柴田亮輔（元福岡ソフトバンクホークス）
- 十亀剣（元埼玉西武ライオンズ現埼玉西武ライオンズスカウト）
- 石田淳也（元千葉ロッテマリーンズ）
- 谷口雄也（元北海道日本ハムファイターズ）
- 柴田章吾（元読売ジャイアンツ）
- 濱田達郎（元中日ドラゴンズ）
- 東克樹（横浜DeNAベイスターズ）
- 田村俊介（広島東洋カープ）
- 石見颯真（福岡ソフトバンクホークス）

### バスケットボール
- 天野佳彦（元ジャパンエナジー）
- 古田悟（羽田ヴィッキーズHC）
- 大野篤史（三遠ネオフェニックスHC）
- 岩田淳（元オーエスジー、豊田通商）
- 松藤貴秋（中京大学監督）

### バレーボール
- 北川祐介（同校バレーボール部監督、元豊田合成トレフェルサ）
- 竹内裕幸（星城高等学校バレーボール部総監督）

### プロゴルファー
- 鈴木亨
- 藤木三郎

### 相撲
- 朝乃若武彦 - 最高位：前頭筆頭。現若松親方。
- 武雄山喬義 - 最高位：前頭筆頭。現山分親方。

### ボクシング
- 古川夢乃歌 - WBA女子ライトミニマム級王者

### フェンシング
- 加藤響

### 卓球
- 長谷川信彦 - 元世界チャンピオン
- 木造勇人 - 2016年世界ジュニア卓球選手権団体優勝メンバー
- 篠塚大登 -  2024年パリオリンピック出場
- 上江洲光志

### 競馬
- 中村尚平（騎手）

### フィギュアスケート
- 鍵山正和

### モータースポーツ
- 大木一輝

### 芸能
- 神戸浩 - 俳優
- 太田雅友 - 作曲家、音楽プロデューサー（SCREEN mode）
- 奥ゆり - モデル、タレント
- 搗宮姫奈 - 女優、モデル
- 小久保柚乃 - アイドル（私立恵比寿中学）
- 酒井直斗 - お笑いタレント
- Mr.ドラ愛ーyoutuber

## アクセス
- 名古屋市営地下鉄東山線 池下駅より徒歩で約15分[5][6]。
- 名古屋市営バス 幹砂田1号系統・千種11号系統「北千種三丁目」停留所下車[5][6]。
- 基幹バス「萱場」停留所より徒歩で約8分[5][6]。

## 近隣学校
- 名古屋経済大学市邨中学校・高等学校
- 名古屋市立若水中学校
- 愛知県立名古屋盲学校

## 併設校
- 愛知工業大学
- 愛知工業大学情報電子専門学校